# Heodes columbanus
Heodes columbanus är en fjärilsart som beskrevs av Leonardo De Prunner 1798. Heodes columbanus ingår i släktet Heodes och familjen juvelvingar. Inga underarter finns listade i Catalogue of Life.